# A Narcís Monturiol
A Narcís Monturiol o Ictineu és un monument de l'artista Josep Maria Subirachs ubicat a l'encreuament de l'Avinguda Diagonal amb el carrer Girona de Barcelona.

## Història
El projecte va ser encarregat per la Mútua Metal·lúrgica d'Assegurances, com a homenatge a Narcís Monturiol, a l'escultor Josep Maria Subirachs l'any 1963. El monument va ser restaurat el 1995.
Consta d'un bloc de formigó de 4,20 metres d'alçada com subjecció, en un buit, a la reproducció en coure del submarí Ictineu còpia de l'original a escala 1:17, el formigó en les seves dues superfícies grans està treballat amb marques regulars. En un altre bloc, també de pedra, figura la inscripció:
| « | Barcelona a Narcís Monturiol, inventor de l'Ictíneo, primer submarí que va navegar submergit al port de Barcelona el 28 de juny del 1859. | » |

El 18 de desembre de 2022, l'Espai Subirachs va denunciar que, aquella mateixa matinada, el monument havia patit desperfectes per vandalisme. Concretament, s'havia torçat deliberadament el submarí i s'havia sostret la seva hèlix.

## Galeria

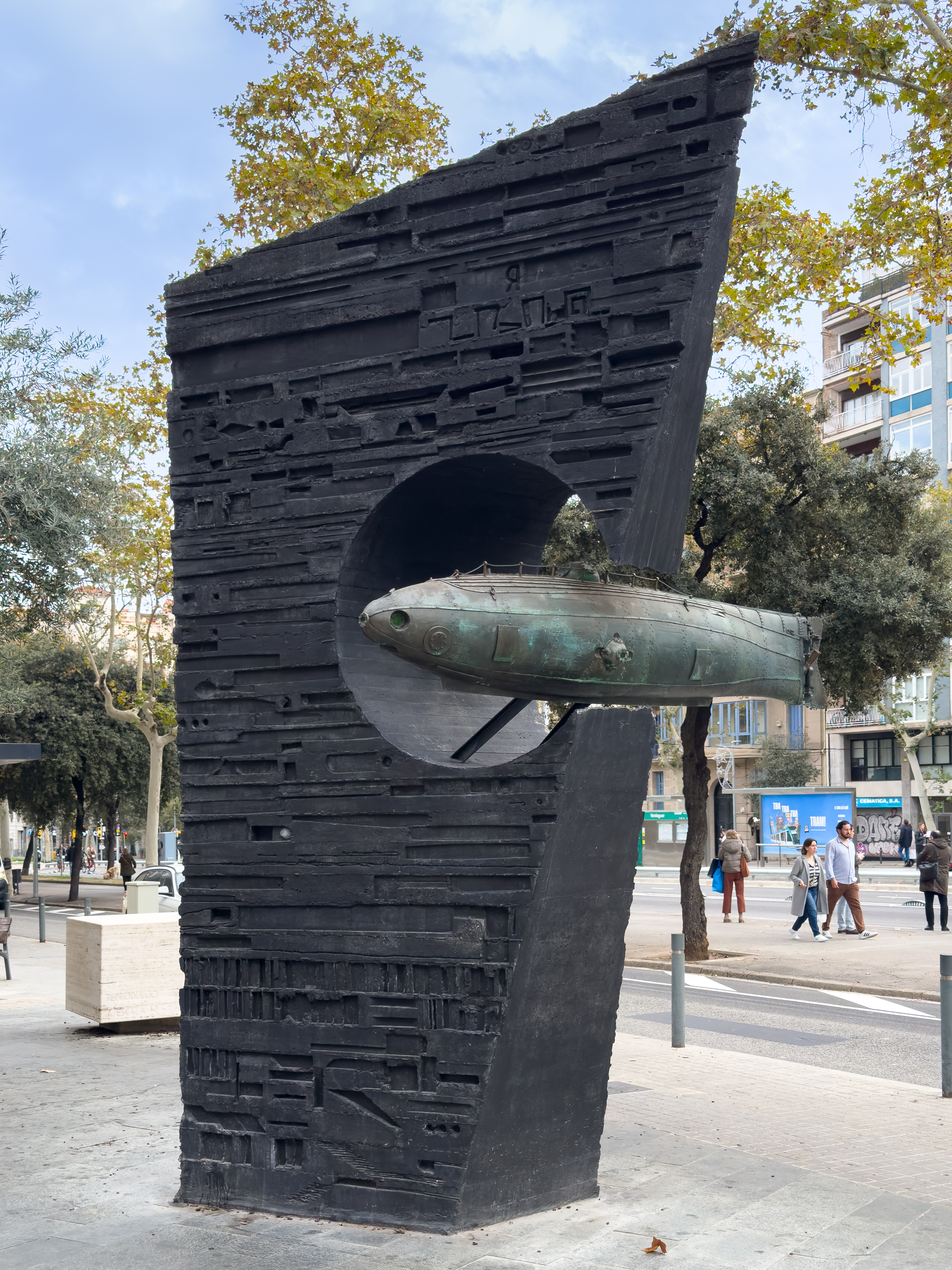
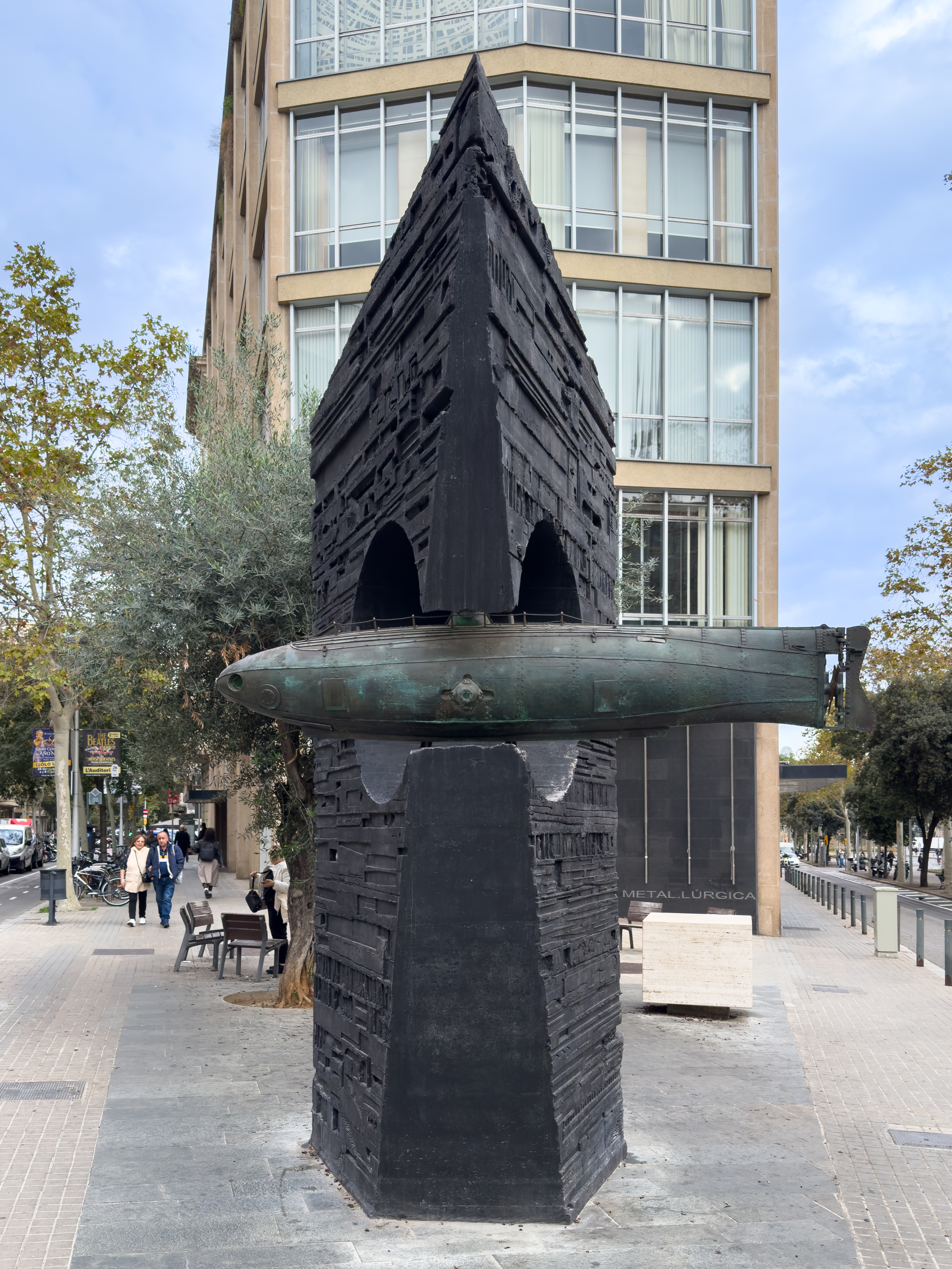
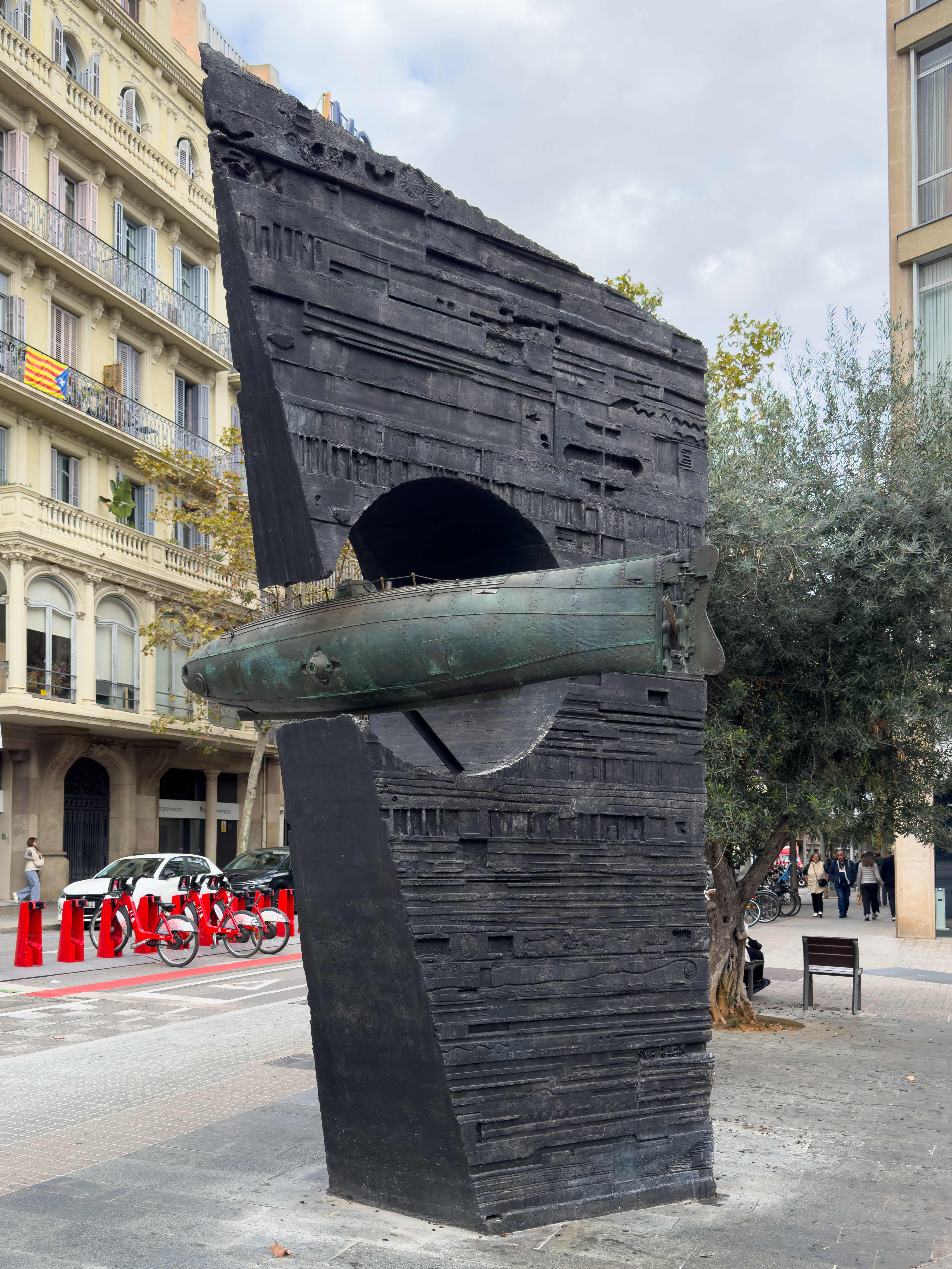
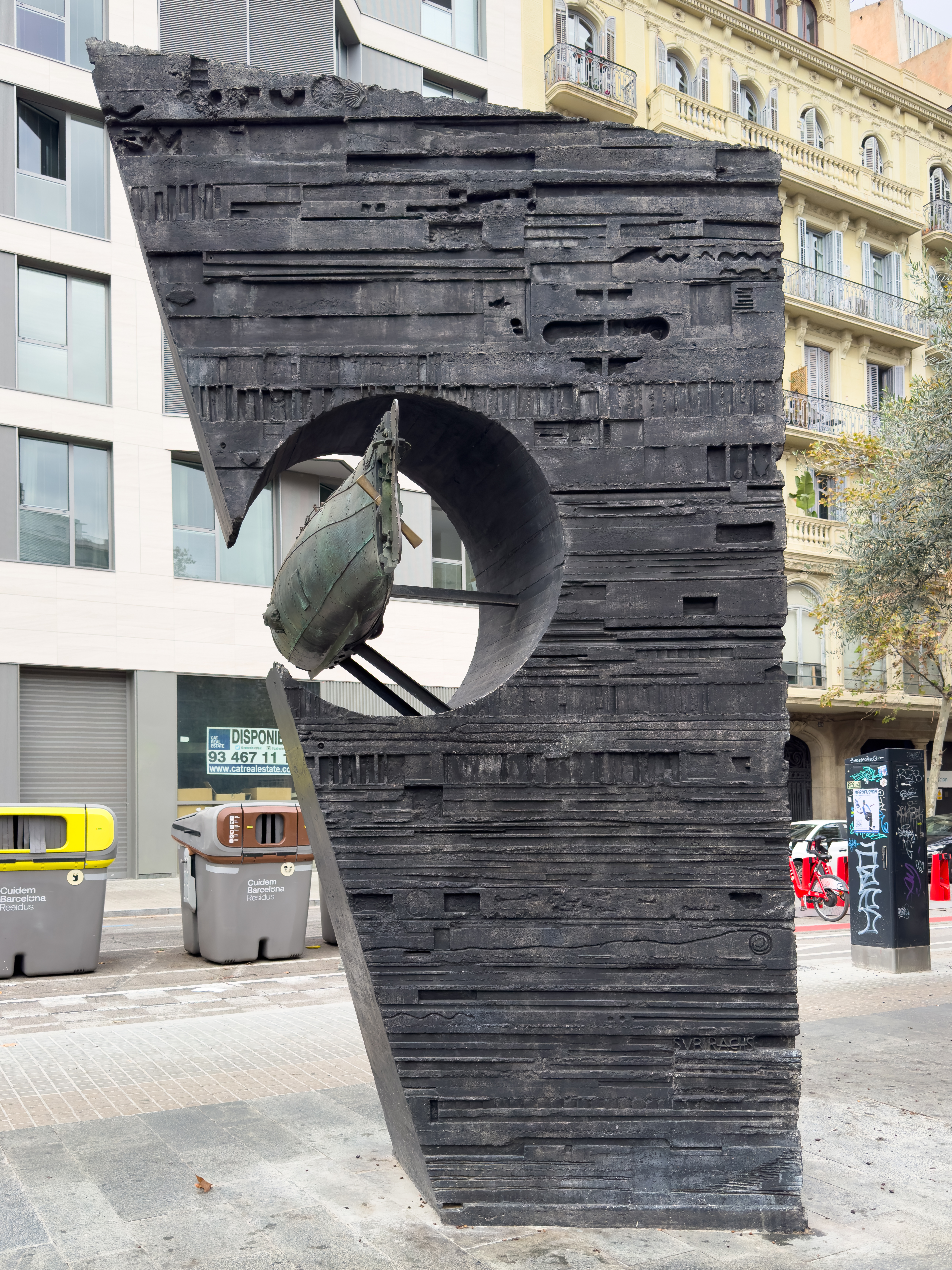
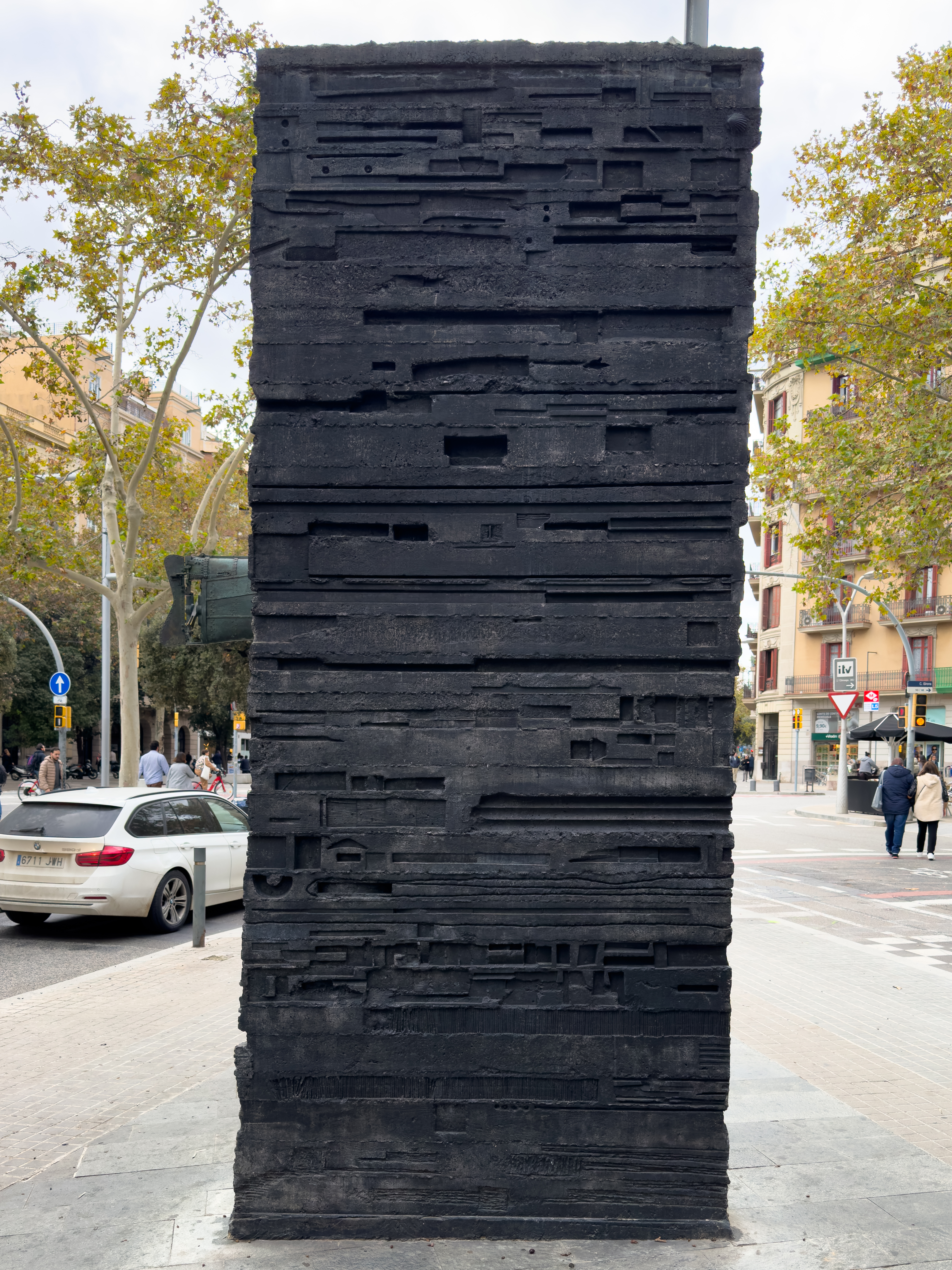
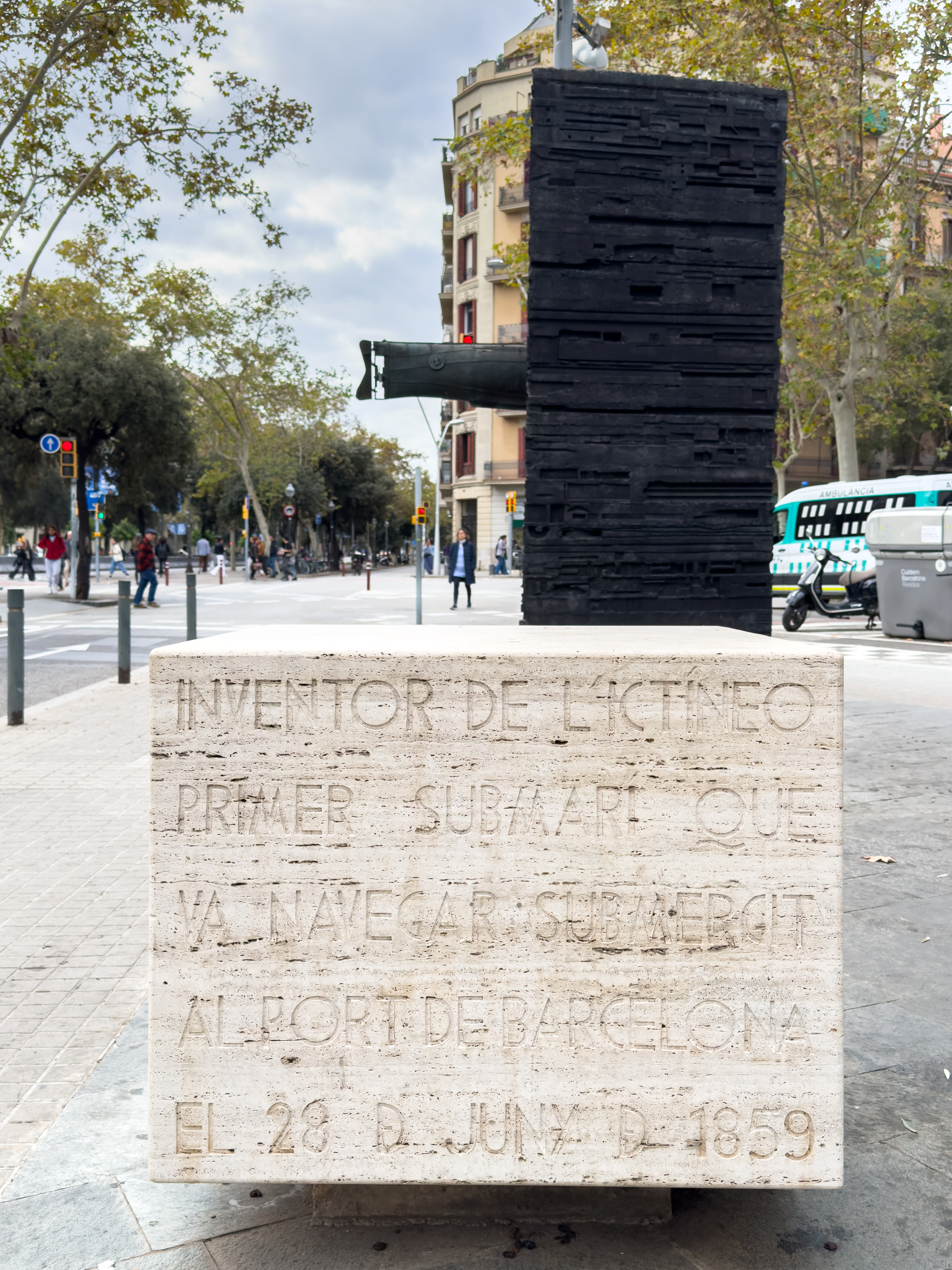
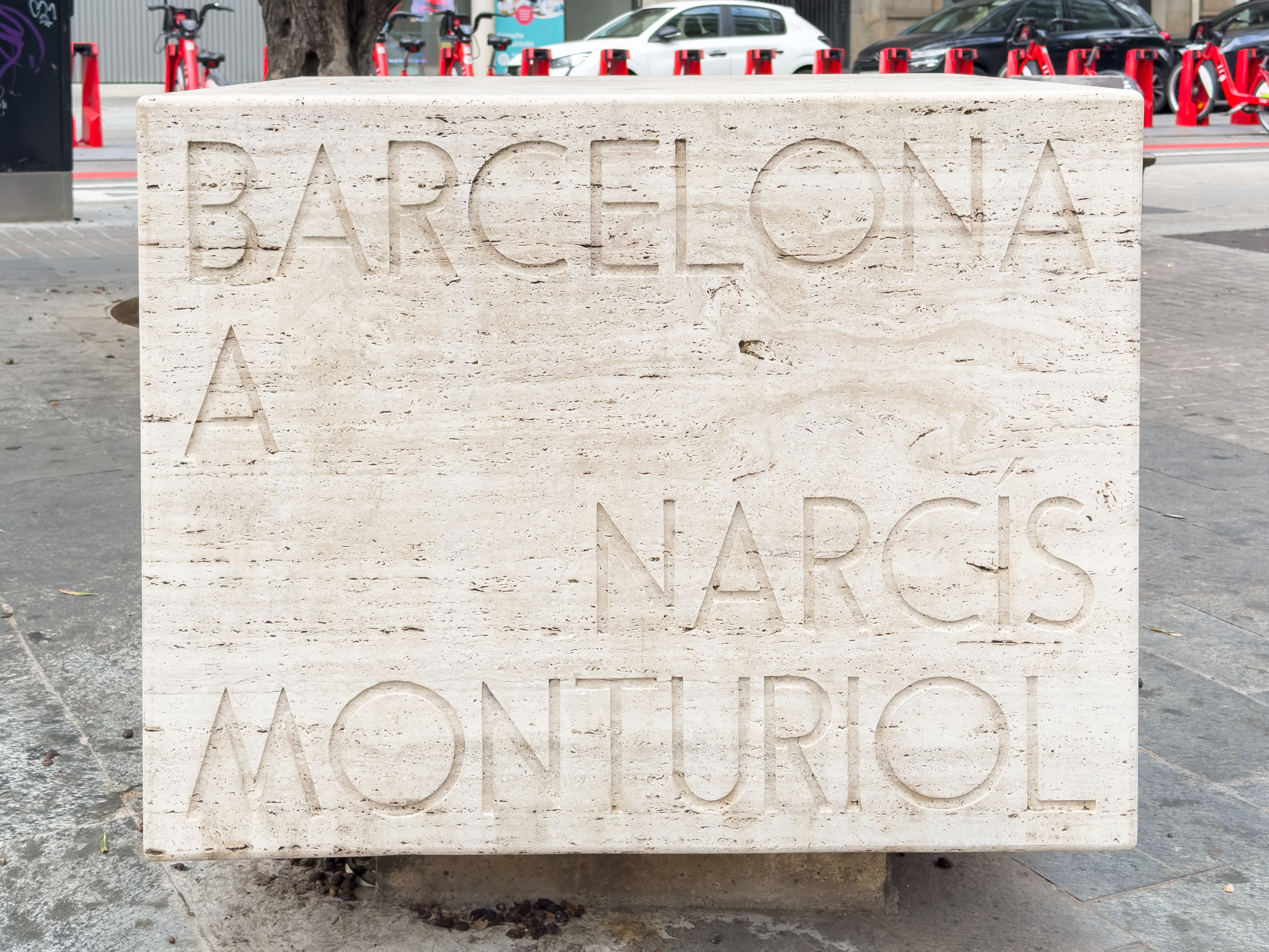
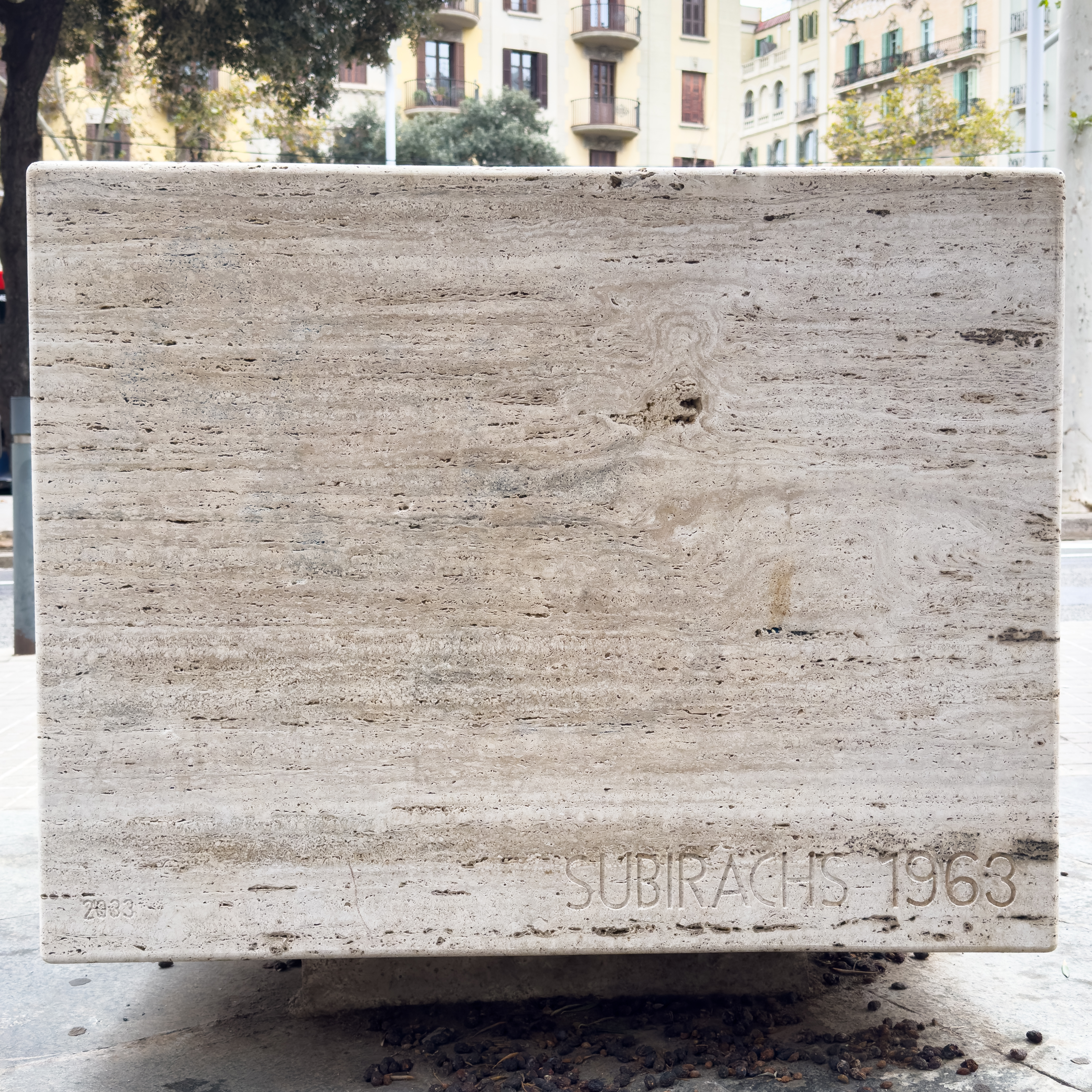
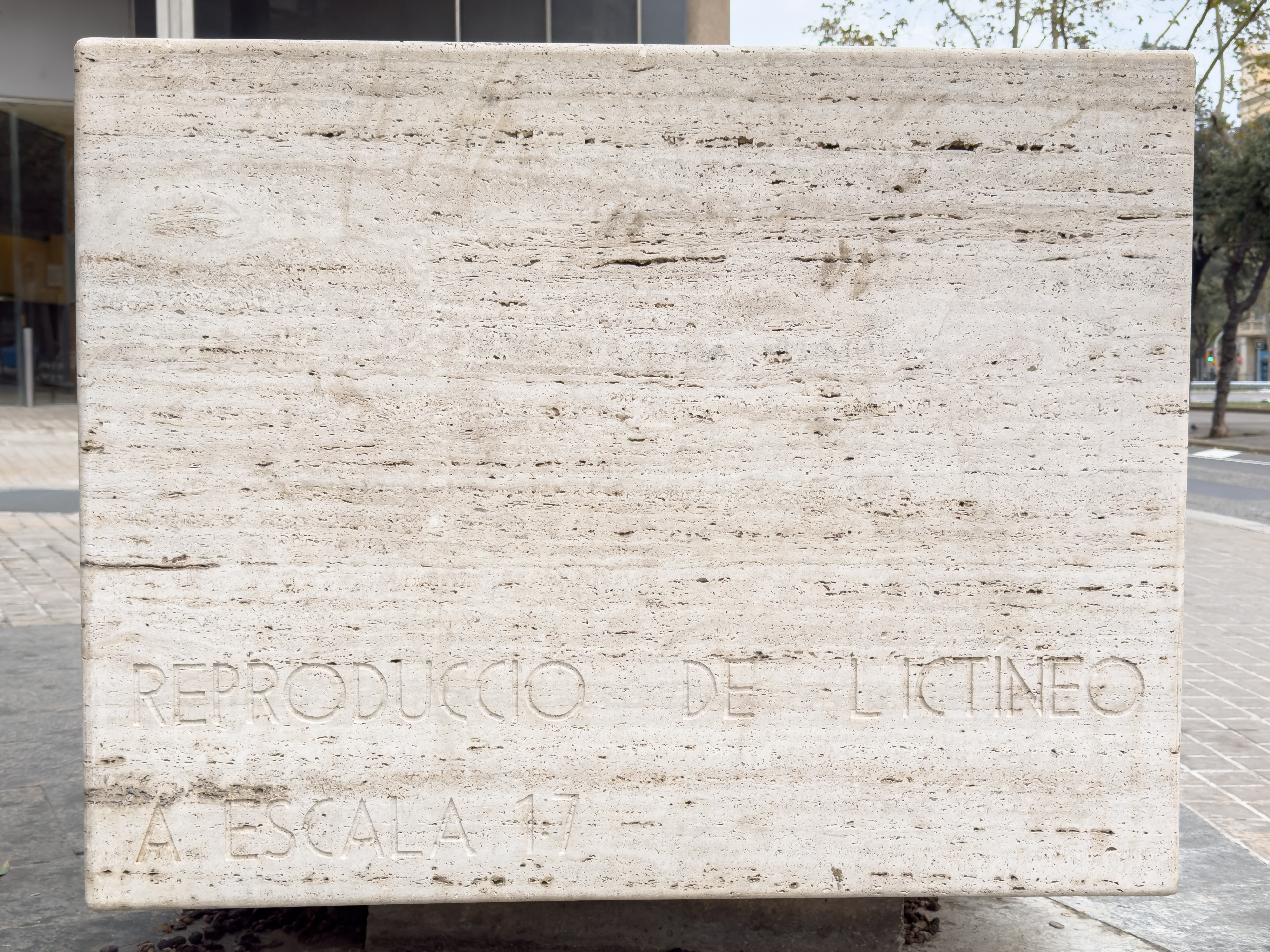